# Bogdan Alexandrowitsch Bobrow
Bogdan Alexandrowitsch Bobrow (russisch Богдан Александрович Бобров; englisch Bogdan Alexandrovitch Bobrov; * 16. September 1997 in Pensa) ist ein russischer Tennisspieler.

## Karriere
Bobrow spielte bis 2015 auf der ITF Junior Tour. In der Jugend-Rangliste erreichte er mit Rang 17 seine höchste Notierung. Sein bestes Ergebnis bei Grand-Slam-Turnieren war 2015 das Achtelfinale des Einzels der Australian Open sowie im Doppel zweimal die zweite Runde. Die größten Erfolge erzielte er bei Turnieren der zweit- und dritthöchsten Turnierkategorien.
Bei den Profis spielte Bobrow 2014 das erste Mal Turniere auf der drittklassigen ITF Future Tour und konnte sich im Einzel in der Tennisweltrangliste platzieren. Mit seinem ersten Future-Titel im Doppel stand er 2016 dort erstmals in den Top 1000, was ihm im Einzel erst ein Jahr später gelang. 2019 kamen die nächsten Titel dazu. Mit je zwei Titel war er auch im Einzel das erste Mal siegreich. Ende des Jahres stand er im Einzel auf Platz 463 und auch im Doppel kurz vor dem Einzug in die Top 500. Mit einem Doppeltitel 2020 und einem Einzeltitel 2021 war er zwar weiter bei Futures aktiv, darüber hinaus spielte er aber auch erstmals Turniere der ATP Challenger Tour, wo er sich im Einzel Anfang 2021 in Nur-Sultan die Qualifikation schaffte. In Saint-Tropez besiegte Bobrow mit Zizou Bergs erstmals einen Spieler bei einem Challenger, während auch im Doppel erste Siege gelangen.
Für das Jahr 2022 kehrte der Russe die meiste Zeit wieder auf die Future Tour zurück, da er bei Challengers noch keinen nachhaltigen Erfolg hatte. Seinen fünften respektive fünften und sechsten Future-Titel gewann er. In der Rangliste bewegte er sich kaum. Anfang 2023 stand Bobrow im Endspiel eines M25-Futures, was ihm bis dato nicht gelang. Im Doppel fuhr er neben dem siebten Future im März den ersten Challenger-Titel in Székesfehérvár ein. Nachdem er zuvor nie über die zweite Runde hinausgekommen war, gewann er mit Sergey Fomin die ersten drei Matches glatt und das Finale im Match-Tie-Break. Seine Notierungen befanden sich im April 2023 auf dem Rekordhoch – im Einzel an Position 419 und im Doppel auf Platz 339.

## Erfolge
| Legende (Anzahl der Siege) |
| Grand Slam                 |
| ATP Finals                 |
| ATP Tour Masters 1000      |
| ATP Tour 500               |
| ATP Tour 250               |
| ATP Challenger Tour (1)    |

### Doppel

#### Turniersiege
| Nr. | Datum         | Turnier        | Belag    | Partner      | Finalgegner               | Ergebnis         |
| --- | ------------- | -------------- | -------- | ------------ | ------------------------- | ---------------- |
| 1.  | 18. März 2023 | Székesfehérvár | Sand (i) | Sergey Fomin | Sarp Ağabigün Ergi Kırkın | 6:2, 5:7, [11:9] |